# Bernard te Hennepe
Bernard Johan Christiaan te Hennepe (Winterswijk, 4 de octubre de 1884-La Haya, 30 de julio de 1955) fue un deportista neerlandés que compitió en remo. Ganó una medalla de bronce en el Campeonato Europeo de Remo de 1921, en la prueba de dos con timonel.

## Palmarés internacional
| Campeonato Europeo | Campeonato Europeo       | Campeonato Europeo | Campeonato Europeo |
| Año                | Lugar                    | Medalla            | Prueba             |
| ------------------ | ------------------------ | ------------------ | ------------------ |
| 1921               | Ámsterdam (Países Bajos) | Medalla de bronce  | Dos con timonel    |